# مختبر علم الأحياء الجزيئي الأوروبي
مختبر علم الأحياء الجزيئي الأوروبي (European Molecular Biology Laboratory) ويكتب اختصارا (EMBL) وهو مؤسسة أبحاث علم الأحياء الجزيئي، ويدعم من قبل 20 بلدا أوروبيا  وقد أنشئ في عام 1974 للجزيئات الحيوية، وهو منظمة غير ربحية تمولها الأموال العامة للبحوث من الدول الأعضاء فيها.